# Gibson Super V CES
Die Gibson Super V CES ist ein E-Gitarren-Modell des Typs Archtop mit Vollresonanz-Korpus. Sie wurde von 1978 bis 1993 vom US-amerikanischen Musikinstrumentenhersteller Gibson gebaut. Die Super V CES war ursprünglich als Nachfolgemodell der Gibson Super 400 CES vorgesehen. Die Buchstabenfolge CES in den Modellnamen steht für die Gibson-Typbezeichnung Cutaway Electric Spanish.

## Entwicklung
Obwohl die meisten Gitarristen, die die Gibson-Modelle L 5 CES oder Super 400 spielten, mit dem Klang und der Spielbarkeit ihrer Instrumente zufrieden waren, gab es eine steigende Zahl von Spielern, die sich für ihre Gitarre den Korpus und die Elektronik der L-5 CES in Verbindung mit den Kopfplatten- und Hals-Eigenschaften der Super 400 CES wünschten. 
Gibson kam diesem Wunsch nach und baute die Super V CES, die das Unternehmen auf der US-amerikanischen Musikmesse NAMM-Show im Jahr 1978 vorstellte. Die Gitarre wurde bis 1993 gebaut. Das Instrument war von Ingenieuren unter der Leitung des Direktors der Gibson-Produktentwicklung, Bruce Bolens, entworfen worden.
Die Super V CES wurde als Jazzgitarre mit der Zielrichtung kommerzieller Studioaufnahmen entwickelt. Auch Country-Musiker setzten das Modell ein. Dieses Instrument verbindet im Wesentlichen den L-5-CES-Instrumentenkorpus mit dem Super-400-Hals. Die Klangfarbe des Instrumentes erinnert an die L-5. Das Spielen auf dem Instrument wird durch die schlankere Halskontur der Super 400 jedoch bequemer, und die Tonformung durch die Greifhand fällt leichter.
Das Korpus der Super V CES besteht aus einer geschnitzten, gewölbten Decke aus Fichtenholz mit Zargen und Boden aus Ahornholz. Die Gitarre ist ein Archtop-Modell mit einem großen Korpus, Schalllöchern in f-Form und mit einer „venezianisch“ genannten Korpus-Aussparung am Halsfuß (Cutaway).
Aus hochwertigen Materialien handgefertigt hat die Super V CES auch unverstärkt einen druckvollen und komplexen Ton. Auffällig ist der sechsfingrige Saitenhalter (englisch: Tailpiece). Diese Halterung für die unteren Enden der Gitarrensaiten lässt sich bei der Super V CES für jede Saite einzeln justieren, so dass der Druck der Saiten auf den Steg ganz den Vorstellungen des Spielers angepasst werden kann.
Neben der Super V CES wurde in den Jahren 1979 bis 1983 das Modell BJB gebaut. Es ist noch seltener als die ebenfalls in limitierten Stückzahlen produzierte Super V CES. Während letztere mit zwei doppelspuligen Tonabnehmern des Typs Humbucker ausgestattet ist, hat die BJB einen einzelnen, „schwebend“ angebrachten Tonabnehmer ohne Kontakt mit der Instrumentendecke (floating pickup), befestigt am Ende des Griffbretts.